# Dzhaba Ioseliani
Dzhaba Ioseliani (en georgiano: ჯაბა იოსელიანი, en ruso: Джаба Иоселиани) nació el 10 de julio de 1926 en Jashuri y falleció el 4 de marzo de 2003 en Tiflis (Georgia). Fue un político georgiano, asaltante de bancos y líder de la organización paramilitar georgiana Mjedrioni.

## Primeros años
Empezó en la Universidad de Leningrado Estudios Orientales, pero no se graduó. Fue detenido en Leningrado por robo de bancos en 1948, y fue condenado a 17 años de prisión. Liberado en 1965, fue nuevamente condenado por asesinato.
Volvió a su nativa Georgia, donde se graduó en el Instituto Georgiano de Artes Teatrales, llegando a ser catedrático de literatura e historia del teatro georgiano en la Universidad.  Escribió varias obras populares y se integró a la vida cultural de Tiflis, donde se relacionó con Eduard Shevardnadze, líder del Partido Comunista gerogiano.

## Fundación de Mjedrioni
Después de la Tragedia del 9 de abril de 1989, Ioseliani fundó un grupo paramilitar llamado los Mjedrioni (caballeros), como grupo de autodefensa fuertemente armado, y compuesto de elementos con numerosos antecedentes criminales. Primero se enfrentó a los osetios que amenazaron con independizarse. Intentó tomar el control de grandes áreas de Abjasia y Osetia del Sur con el objetivo de derrotar a los separatistas regionales.
Se enfrentó con Gamsakhurdia, y en febrero de 1991, su organización fue ilegalizada por el presidente Zviad Gamsakhurdia y fue enviado a prisión junto con otros cientos miembros de Mjedrioni. Ioselani estuvo cuarenta días en huelga de hambre como protesta. Como consecuencia a su detención, Ioseliani acusó a Gamsakhurdia de intentar tomar el control de los medios de comunicación del estado y silenciar a sus rivales.

## Golpe de Estado
En diciembre de 1991, Ioseliani escapó de prisión y unió fuerzas con miembros rebeldes de la Guardia Nacional de Georgia. En enero de 1992 lanzaron un violento golpe de Estado que forzó al presidente Zviad Gamsakhurdia a abandonar el cargo. Ioseliani fue uno de los tres líderes del "Consejo Militar" que gobernó georgia entre enero y marzo de 1992. Con posterioridad fue una figura influyente en el gobierno de Eduard Shevardnadze, quien se vio forzado a apoyarse en los Mjedrioni debido a la debilidad de las fuerzas de seguridad del estado, autorizando a Ioseliani y a los Mjedrioni a portar armas. Ioseliani gozó de gran poder, ubicándose su oficina sobre la oficina de Shevardnadze en el edificio del Parlamento de Georgia, y constantemente iba rodeado de seguidores armados. Los Mjedrioni se transformaron en "Cuerpos de Rescate" y fueron integrados en la estructura militar georgiana.

## Guerra de Abjasia y represión
Ioseliani jugó un importante papel en el desastroso intento de someter a la ley georgiana a la provincia separatista de Abjasia, que en agosto-septiembre de 1993 finalizó en derrota de las fuerzas del gobierno y del Mjedrioni. 
A pesar de la derrota, en septiembre de 1993 fue nombrado para un puesto en el gobierno, a cargo de la implementación del estado de emergencia nacional. Esto le dio poderes ilimitados para detener personas. Uso esos poderes de forma entusiasta, e impuso un severo régimen represivo que fue ampliamente criticado por las organizaciones internacionales de derechos humanos. Los seguidores del expulsado Gamsakhurdia fueron duramente perseguidos, especialmente en la región pro-Gamsakhurdia de Samegrelo, al oeste de Georgia, donde los Mjedrioni fueron acusados de llevar a cabo ejecuciones extrajudiciales. También se extendió la acusación que Ioseliani y sus seguidores sistemáticamente "cobraban impuestos" a los empresarios y personas en sus áreas de control.

## Intento de asesinado de Shevardnadze
A principios de 1995 Shevardnadze ordenó el desarme de las milicias de Ioseliani. El 29 de agosto de 1995, Shevardnadze por poco escapó de ser asesinado en un atentado con bombas. El ataque fue atribuido a una oscura coalición de "fuerzas de la mafia" que incluía a Ioseliani y a otros. Fue detenido en noviembre de 1998 y mantenido tres años en prisión pendiente de juicio. Fue acusado también del asesinato de Georgi Chanturia, jefe del Partido Nacional Democrático, del jefe del Fondo nacional Soliko Jabeishvili, del jefe de la Policía de Carreteras Gii Gulua entre otros muchos. Fue sentenciado a 11 años de prisión por bandidismo, terrorismo y conspiración para asesinar a Shevardnadze. Él negó los cargos, y fue liberado en abril del 2000, en una amnistía general de presos decretada por Shevardnadze.

## Muerte
Planeaba presentarse a las elecciones, pero sufrió un ataque al corazón el 26 de febrero de 2003, a la edad de 76 años, falleciendo una semana después en el hospital de Tiflis. Está enterrado en un panteón en Didibe, Tiflis.
En el 2001, Ioseliani publicó en Moscú, en lengua rusa, su obra "Tres Medidas" ("Три измерения"), en la que desarrolla a lo largo de su vida las medidas indivisibles "criminal", "educativo-pedagógica" y "Política".